# Route nationale 52 (Madagaskar)

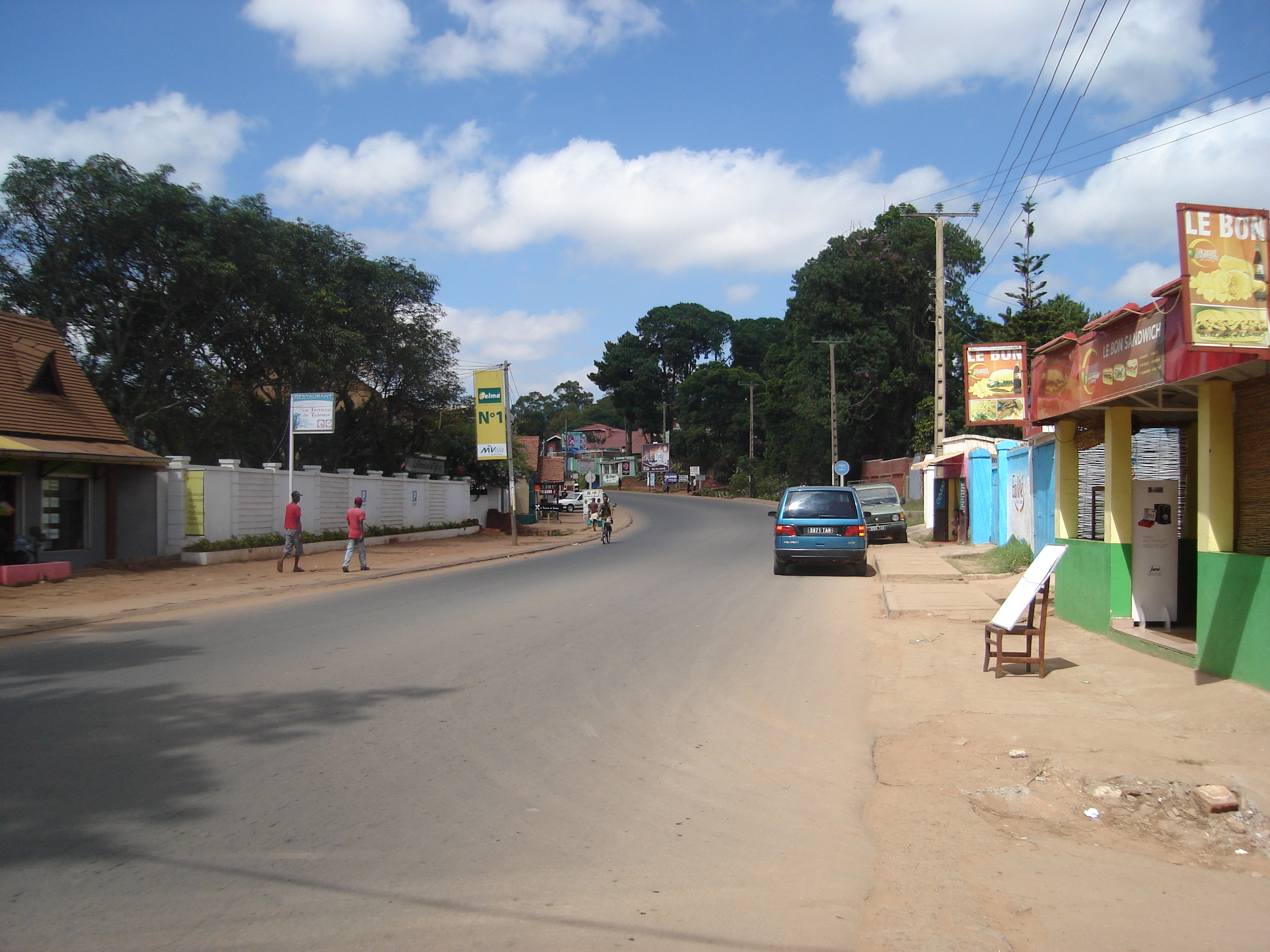
RN 52 bei km 0,5, Blick nach Süden

 Die Route nationale 52 (RN 52) ist eine 5,5 km lange und 10,5 m breite, befestigte Nationalstraße in Madagaskar. Sie zweigt in Talatamaty, einem nördlichen Vorort der madagassischen Hauptstadt Antananarivo, von der RN 4 ab und endet am Flughafen Ivato. Die Straße besitzt eine Fahrspur pro Richtung sowie eine gemeinsame mittlere Überholspur. Sie wurde im Jahre 2008 anlässlich des für 2009 geplanten (wegen des Umsturzes 2009 aber nicht realisierten) Gipfeltreffens der Afrikanischen Union für 10 Milliarden Ariary ausgebaut und befindet sich seither in gutem Zustand.